# Hot Springs Village
Hot Springs Village est une census-designated place des comtés de Garland et de Saline, dans l’État américain de l'Arkansas.